# 30-й саміт G8
30-й саміт Великої вісімки — зустріч на вищому рівні керівників держав Великої вісімки, проходив 26-27 червня 2004 року на курорті Сі-Айленд (Джорджія, США). На саміті розглядалось питання глобального партнерства з неросповсюдження зброї масового ураження, ідея якого була проголошена на 28-му саміті G8 в 2002 році.

## Учасники
| Core G7 members   |                   |                            |                          |
| Учасник           | Учасник           | Представляє                | Посада                   |
| Канада            | Канада            | Пол Мартін                 | Прем'єр-міністр          |
| Франція           | Франція           | Жак Ширак                  | Президент                |
| Німеччина         | Німеччина         | Герхард Шредер             | Канцлер                  |
| Італія            | Італія            | Сільвіо Берлусконі         | Прем'єр-міністр          |
| Японія            | Японія            | Коїдзумі Дзюнітіро         | Прем'єр-міністр          |
| Велика Британія   | Велика Британія   | Тоні Блер                  | Прем'єр-міністр          |
| США               | США               | Джордж Вокер Буш           | Президент                |
| Європейський Союз | Європейський Союз | Романо Проді               | Президент ЄС             |
| Європейський Союз | Європейський Союз | Берті Агерн                | Голова Європейської Ради |
| Росія             | Росія             | Володимир Путін            | Президент                |
| Гості             |                   |                            |                          |
| Гість             | Гість             | Представляє                | Посада                   |
| Афганістан        | Афганістан        | Хамід Карзай               | Президент                |
| Алжир             | Алжир             | Абделазіз Бутефліка        | Президент                |
| Бахрейн           | Бахрейн           | Хамад ібн Іса аль-Халіфа   | Король                   |
| Гана              | Гана              | Джон Куфуор                | Президент                |
| Ірак              | Ірак              | Ghazi Mashal Ajil al-Yawer | Президент                |
| Йорданія          | Йорданія          | Абдалла II                 | Король                   |
| Нігерія           | Нігерія           | Олусегун Обасанджо         | Прем'єр-міністр          |
| Сенегал           | Сенегал           | Абдулай Вад                | Президент                |
| ПАР               | ПАР               | Табо Мбекі                 | Президент                |
| Туреччина         | Туреччина         | Реджеп Таїп Ердоган        | Прем'єр-міністр          |
| Уганда            | Уганда            | Йовері Мусевені            | Президент                |
| Ємен              | Ємен              | Алі Абдалла Салех          | Президент                |